# Harold Septimus Power
Harold Septimus Power (31 décembre 1877 – 3 janvier 1951) est un peintre australien d'origine néo-zélandaise qui fut artiste de guerre pour l'Australie durant la Première Guerre mondiale. Il est renommé pour sa description des animaux, et notamment des chevaux sur le champ de bataille.

## Biographie

### Jeunesse
Harold Septimus Power est né le 31 décembre 1877 à Dunedin, en Nouvelle-Zélande. Son père Peter Power était un chapelier immigré d'Irlande et sa mère Jane était écossaise. Sa famille partit pour l'Australie alors qu'il était encore enfant. Dès son adolescence, il quitta le foyer familial pour mener une vie d'artiste.

### Premiers tableaux
Après avoir occupé différents emplois, Power se rendit à Adélaïde, où il entreprit des études d'art. Il exposa en 1899 avec le Melbourne Art Club et commença peu après à travailler à Adélaïde comme illustrateur et dessinateur de presse pour l’Adelaide Observer, le South Australian Register et l’Adelaide Critic. En 1904, les responsables du Musée national d'Australie-Méridionale lui commandèrent une peinture animalière. Le 17 septembre de la même année, il épousa sa première femme, Isabel Laura Butterworth.
Entre 1905 et 1907, Power étudia à l'Académie Julian à Paris, puis il s'installa à londres. Il devint membre du Royal Institute of Oil Painters et de la Society of Animal Painters. Durant cette période, il exposa à la Royal Academy. Sa première exposition personnelle eut lieu au Guild Hall à Melbourne en juin 1913. Il y présenta des huiles et des aquarelles représentant des paysages campagnards, en arrière-plan de scènes de chasse ou de chevaux.

### Première Guerre mondiale

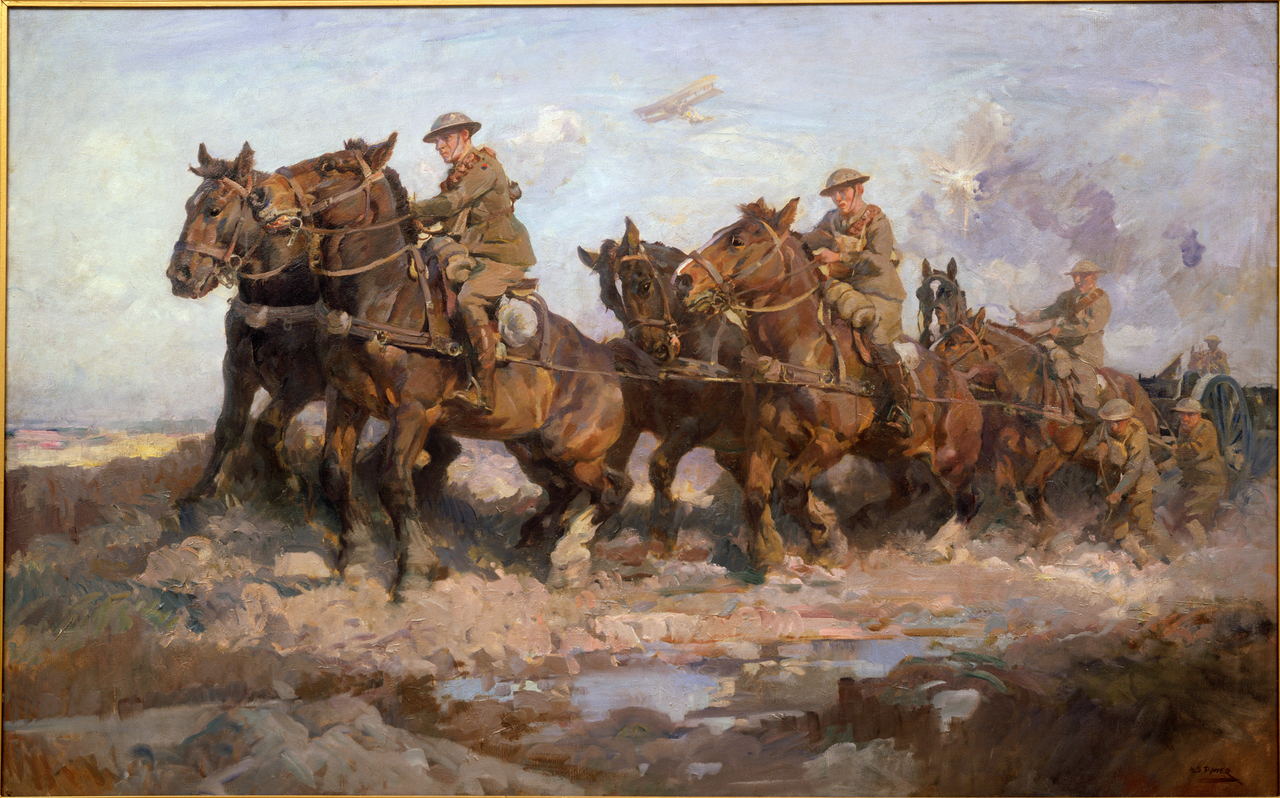
Bringing up the guns, 1921 (huile sur toile,).
Transport d'un 18-pdr australien dans la boue de la Bataille de Passchendaele (1917).

Après le début du conflit à l'été 1914, le gouvernement australien nomma des artistes de guerre pour dépeindre les activités de la Première Force impériale australienne sur le théâtre européen. Power fut nommé en 1917 ; il fut attaché à la 1re division de la Force impériale de septembre à décembre 1917, puis à nouveau en août de l'année suivante. Après la guerre, il travailla pour l'Australian War Records Section (en) pendant les deux décennies suivantes.